# Bogdan Cojocaru
Petru-Bogdan Cojocaru (n. 30 august 1983, Popricani, Republica Socialistă România) este un specialist IT, funcționar local și politician român, care a deținut demnitățile de parlamentar și ministru al comunicațiilor și societății informaționale (2018).

## Biografie
În 2006 a absolvit studii de informatică la Universitatea „Alexandru Ioan Cuza” din Iași, iar ulterior a urmat studii de politică și administrație. A lucrat ca analist IT și director de departamente comerciale în companii private, iar apoi din 2012 până în 2018 a condus departamentul de business al unei companii de software.
S-a înscris în Partidul Social Democrat, a condus organizația de tineret a Partidului Social Democrat din județul Iași și a coordonat mai multe campanii electorale. Începând din 2013 a fost membru în Consiliul Județean Iași. La 29 ianuarie 2018 a fost numit ministru al comunicațiilor și societății informaționale în guvernul condus de Viorica Dăncilă. A încetat această funcție în noiembrie 2018, apoi a devenit consilier personal al președintelui ANCOM (Autoritatea Națională pentru Administrare și Reglementare în Comunicații). În iunie 2019 a obținut un loc în Camera Deputaților, în urma demisiei lui Tudor Ciuhodaru, și l-a deținut până la finalul mandatului în 2020.